# اچ‌ام‌اس فالموس (۱۷۵۲)
اچ‌ام‌اس فالموس (۱۷۵۲) (به انگلیسی: HMS Falmouth (1752)) یک کشتی بود که طول آن ۱۵۰ فوت (۴۵٫۷ متر) بود. این کشتی در سال ۱۷۵۲ ساخته شد.